# Planet majmuna (1968.)
Planet majmuna (eng. Planet of the Apes) je američki znanstveno-fantastični film iz 1968. godine koji je režirao Franklin J. Schaffner, a u kojem je glavnu ulogu ostvario Charlton Heston. Pored njega u filmu također glume i Roddy McDowall, Kim Hunter, Maurice Evans, James Whitmore i James Daly. Scenarij čiji su autori Michael Wilson i Rod Serling temeljen je na istoimenom francuskom romanu iz 1963. godine autora Pierrea Boullea. Jerry Goldsmith skladao je originalnu glazbu iz filma. Ovo je bio prvi u nizu filmova u originalnom serijalu filmske franšize koji je trajao u razdoblju od 1968. do 1973. godine, a koje je producirao Arthur P. Jacobs te distribuirala kompanija 20th Century Fox.
Radnja filma vrti se oko posade astronauta koji se svojom svemirskom letjelicom ruše na čudni planet u dalekoj budućnosti. Premda se iz početka čini da planet nije nastanjen, preživjela posada uskoro otkriva društvo u kojem su majmuni evoluirali do razine ljudske inteligencije i govora. Majmuni su postali dominantna vrsta na planetu, a ljudi su nijemi i nose odjeću nalik životinjskoj koži.
Scenarij je originalno napisao Rod Serling, ali je isti prošao mnoge prepravke prije nego što je snimanje filma u konačnici započelo. Redateljima J. Leeju Thompsonu i Blakeu Edwardsu ponuđena je režija filma, ali je producent Arthur P. Jacobs - na preporuku Charltona Hestona - na kraju izabrao Franklina J. Schaffnera za redatelja. Schaffnerove promjene uključivale su kreiranje primitivnijeg majmunskog društva umjesto puno skuplje prvotne ideje o futurističkim zgradama i naprednoj tehnologiji. Snimanje filma odvijalo se u razdoblju od 21. svibnja do 10. kolovoza 1967. godine u državama Kalifornija, Utah i Arizona dok su scene u pustinji snimljene oko jezera Powell. Film je koštao otprilike 5,8 milijuna dolara.
Službena kinodistribucija filma započela je 8. veljače 1968. godine u SAD-u, a sam film postao je komercijalan uspjeh zaradivši sveukupno 32,6 milijuna dolara na kinoblagajnama. Film je postao revolucionaran u smislu korištenja filmske maske koju je osmislio John Chambers, a također je pobrao hvalospjeve filmske kritike i publike pokrenuvši filmsku franšizu koja je uključivala četiri nastavka, kratkotrajnu televizijsku seriju, animirane serije, stripove i razne oblike promo–materijala. Glumac Roddy McDowall nastupio je u četiri od pet filmova iz originalnog serijala franšize (jedino ga je u drugom nastavku, Ispod planete majmuna, zamijenio David Watson), a pojavio se i u televizijskoj seriji.
Film Planet majmuna 2001. godine izabran je za očuvanje u Američkom nacionalnom filmskom registru zbog svoje "kulturne, povijesne i estetske važnosti". Iste godine snimljen je i istoimeni remake redatelja Tima Burtona, a 2011. godine franšiza je ponovno pokrenuta filmom Planet majmuna: Postanak nakon čega je 2014. godine uslijedio i njegov nastavak Planet majmuna: Revolucija.

## Radnja filma
Astronauti George Taylor (Charlton Heston), John Landon (Robert Gunner), Dodge (Jeff Burton) i poručnica Stewart (Dianne Stanley) nalaze se u dubokoj hibernaciji kada se njihov svemirski brod sruši u jezero na nepoznatom planetu nakon dugačkog putovanja brzinom blizu brzine svjetlosti. Taylor ustanovi da je Stewart preminula, te prije nego s preostalim astronautima napusti brod, uoči da instrumenti pokazuju 3978. godinu, što je 2006. godina nakon što su krenuli na putovanje. Dok istražuju planet, otkriju skupinu primitivnih nijemih ljudi. Tada ih iznenada napadne grupa gorila na konjima, naoružanih puškama i mrežama, koje zarobe nekoliko ljudi te ubiju ostale zajedno s Dodgeom, dok je Landon ozljeđen i onesviješten, a Tayloru je povrijeđeno grlo, radi čega ne može govoriti. Gorile odvedu Taylora u Grad majmuna, gdje ga liječe dvije čimpanze, psihologinja Zira (Kim Hunter) i kirurg Galen (Wright King). Taylor otkriva da planetom vladaju majmuni, koji ljude smatraju štetočinama te ih love iz zabave, porobljavaju i koriste za znanstvene pokuse.
Zira i njezin zaručnik, arheolog Cornelius (Roddy McDowall), počinju se inetersirati za Taylora, za kojeg su ustanovili da pokazuje znakove inteligencije za razliku od ostalih ljudi na planetu. Njihov nadređeni, orangutan Dr. Zaius (Maurice Evans) to otkriva te naređuje da Taylora kastriraju. Taylor uspijeva pobjeći, međutim ubrzo ga gorile ponovno hvataju te dok ga odnose zarobljenog u mreži izgovara jednu od najpoznatijih rečenica u filmu: "Miči svoje smrdljive ruke s mene, prokleti prljavi majmune!". Majmuni su začuđeni njegovom sposobnošću da govori, te odlučuju otkriti njegovo podrijetlo. Cornelius, Zira i njezin nećak Lucius pomažu u bijegu Tayloru i djevojci Novi, te ih odvode u Zabranjenu zonu, gdje je u jednoj spilji Cornelius godinu prije otkrio moguće ostatke ljudske civilizacije. Ispred spilje sukobe se s Dr. Zaiusom i vojnicima, no naposljetku Taylor zajedno s Novom bježi na konju, dok Zaius naređuje da se spilja uništi kako se ne bi saznalo za prethodnu ljudsku civilizaciju, a Corneliusa i Ziru optužuje za svetogrđe. 
Napokon slobodni, Taylor i Nova jašući na konju uz pješčanu obalu nailaze na ostake Kipa slobode, te Taylor shvaća da je "nepoznati planet" zapravo Zemlja u post-apokaliptičnoj budućnosti, te se baca na koljena izražavajući očaj i bijes zbog ljudi koji su uništili vlastiti planet.

## Uloge
- Charlton Heston kao George Taylor
- Roddy McDowall kao Cornelius
- Kim Hunter kao Zira
- Maurice Evans kao Dr. Zaius
- James Whitmore kao Predsjednik odbora
- James Daly kao Honorious
- Linda Harrison kao Nova
- Robert Gunner kao Landon
- Lou Wagner kao Lucius
- Woodrow Parfrey kao Maximus
- Jeff Burton kao Dodge
- Buck Kartalian kao Julius
- Norman Burton kao Hunt Leader
- Wright King kao Dr. Galen
- Paul Lambert kao Ministar
- Dianne Stanley kao Stewart (nepotpisana)

## Galerija
- Pad svemirskog broda djelomično je sniman na jezeru Powell.
- Horseshoe Bend na rijeci Colorado je dio gdje se u filmu nalazi Zabranjena zona
- Posljednja scena u filmu snimljena je na Point Dumeu na plaži u Malibuu

## Vanjske poveznice
- Planet majmuna u internetskoj bazi filmova IMDb-a
- Planet majmuna na Rotten Tomatoes
- Planet majmuna na Box Office Mojo
- Scenarij filma Planet majmuna
- Planet of the Apes medijska arhiva Interaktivna arhiva filmske franšize Planet majmuna
- Kritika i analiza franšize Planet majmuna
- Dale Winogura. ljeto 1972. Special Planet of the Apes Series Issue - Interviews & Set Visit (PDF). Cinefantastique Provjerite vrijednost datuma u parametru: |date= (pomoć)